# Lekkoatletyka na Letnich Igrzyskach Olimpijskich 1980 – bieg na 100 m przez płotki kobiet
Bieg na 100 metrów przez płotki kobiet podczas XXII Letnich Igrzysk Olimpijskich w Moskwie rozegrano 27 (eliminacje) i 28 lipca 1980 ( półfinały i finał) na Stadionie Łużniki. Zwyciężczynią została reprezentantka Związku Radzieckiego Wiera Komisowa, która w finale ustanowiła rekord olimpijski uzyskując czas 12,56 s.

## Rekordy

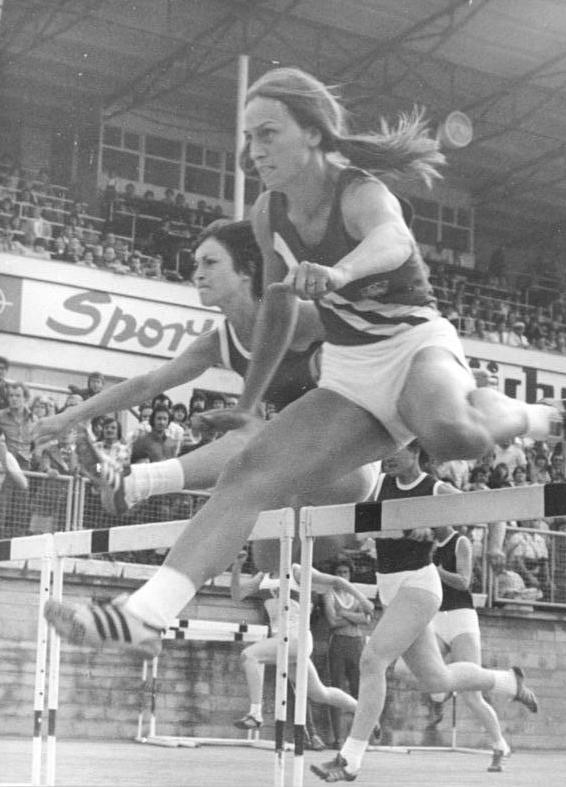
Johanna Klier

|                   | Zawodniczka      | Narodowość | Czas  | Data                 | Miejsce   |
| ----------------- | ---------------- | ---------- | ----- | -------------------- | --------- |
| Rekord świata     | Grażyna Rabsztyn | Polska     | 12,36 | 13 czerwca 1980(dts) | Warszawa  |
| Rekord olimpijski | Annelie Ehrhardt | NRD        | 12,59 | 8 września 1972(dts) | Monachium |

## Wyniki
| Poz. - pozycja |
| – rekord świata \| – rekord krajowy \| – rekord życiowy \| = – wyrównany rekord życiowy \| · – najlepszy wynik w sezonie \| = – wyrównany najlepszy wynik w sezonie \| – rekord olimpijski |
| Fn – falstart \| DNF – nie ukończył \| DNS – nie wystartował \| DSQ – zdyskwalifikowany |

### Eliminacje
Rozegrano trzy biegi eliminacyjne. Do półfinałów awansowały po cztery najlepsze zawodniczki z każdego biegu (Q) oraz cztery z najlepszymi czasami spośród pozostałych (q).

#### Bieg 1
Wiatr: +1,22 m/s
| Poz. | Zawodniczka      | Narodowość | Rezultat | Uwagi |
| ---- | ---------------- | ---------- | -------- | ----- |
| 1    | Wiera Komisowa   | ZSRR       | 12,67    | Q,    |
| 2    | Lucyna Langer    | Polska     | 12,75    | Q     |
| 3    | Kerstin Claus    | NRD        | 12,77    | Q     |
| 4    | Laurence Lebeau  | Francja    | 13,18    | Q     |
| 5    | Xénia Siska      | Węgry      | 13,23    | q     |
| 6    | Jordanka Donkowa | Bułgaria   | 13,24    | q     |
| 7    | Marisela Peralta | Dominikana | 14,18    |       |

#### Bieg 2
Wiatr: +0,67 m/s
| Poz. | Zawodniczka           | Narodowość      | Rezultat | Uwagi |
| ---- | --------------------- | --------------- | -------- | ----- |
| 1    | Irina Litowczenko     | ZSRR            | 12,97    | Q     |
| 2    | Bettine Gärtz         | NRD             | 13,06    | Q     |
| 3    | Zofia Bielczyk        | Polska          | 13,21    | Q     |
| 4    | Shirley Strong        | Wielka Brytania | 13,39    | Q     |
| 5    | Daniela Wyłkowa       | Bułgaria        | 13,66    | q     |
| 6    | Penny Gillies         | Australia       | 13,68    |       |
| –    | Yvonne von Kauffungen | Szwajcaria      | DNS      |       |
| –    | Nancy Vallecilla      | Ekwador         | DNS      |       |

#### Bieg 3
Wiatr: +0,72 m/s
| Poz. | Zawodniczka       | Narodowość      | Rezultat | Uwagi |
| ---- | ----------------- | --------------- | -------- | ----- |
| 1    | Grażyna Rabsztyn  | Polska          | 12,72    | Q     |
| 2    | Johanna Klier     | NRD             | 13,03    | Q     |
| 3    | Tatjana Anisimowa | ZSRR            | 13,31    | Q     |
| 4    | Helena Pihl       | Szwecja         | 13,46    | Q     |
| 5    | Laurence Elloy    | Francja         | 13,60    | q     |
| 6    | Lorna Boothe      | Wielka Brytania | 13,86    |       |
| 7    | Estella Meheux    | Sierra Leone    | 15,61    |       |

### Półfinały
Rozegrano dwa biegi półfinałowe. Do finału awansowały po cztery najlepsze zawodniczki z każdego biegu.

#### Bieg 1
Wiatr: –0,02 m/s
| Poz. | Zawodniczka      | Narodowość | Rezultat | Uwagi |
| ---- | ---------------- | ---------- | -------- | ----- |
| 1    | Wiera Komisowa   | ZSRR       | 12,78    | Q     |
| 2    | Lucyna Langer    | Polska     | 12,91    | Q     |
| 3    | Bettine Gärtz    | NRD        | 13,04    | Q     |
| 4    | Zofia Bielczyk   | Polska     | 13,09    | Q     |
| 5    | Laurence Elloy   | Francja    | 13,33    |       |
| 6    | Jordanka Donkowa | Bułgaria   | 13,39    |       |
| 7    | Laurence Lebeau  | Francja    | 13,54    |       |
| 8    | Helena Pihl      | Szwecja    | 13,68    |       |

#### Bieg 2
Wiatr: +1,21 m/s
| Poz. | Zawodniczka       | Narodowość      | Rezultat | Uwagi |
| ---- | ----------------- | --------------- | -------- | ----- |
| 1    | Grażyna Rabsztyn  | Polska          | 12,64    | Q     |
| 2    | Johanna Klier     | NRD             | 12,77    | Q     |
| 3    | Irina Litowczenko | ZSRR            | 12,84    | Q     |
| 4    | Kerstin Claus     | NRD             | 12,99    | Q     |
| 5    | Shirley Strong    | Wielka Brytania | 13,12    |       |
| 6    | Daniela Wyłkowa   | Bułgaria        | 13,79    |       |
| –    | Xénia Siska       | Węgry           | DNF      |       |
| –    | Tatjana Anisimowa | ZSRR            | DNS      |       |

### Finał
Wiatr: +0,91 m/s
| Poz. | Zawodniczka       | Narodowość | Rezultat | Uwagi       |
| ---- | ----------------- | ---------- | -------- | ----------- |
| 1    | Wiera Komisowa    | ZSRR       | 12,56    | [ 1 ] [ 3 ] |
| 2    | Johanna Klier     | NRD        | 12,63    |             |
| 3    | Lucyna Langer     | Polska     | 12,65    |             |
| 4    | Kerstin Claus     | NRD        | 12,66    |             |
| 5    | Grażyna Rabsztyn  | Polska     | 12,74    |             |
| 6    | Irina Litowczenko | ZSRR       | 12,84    |             |
| 7    | Bettine Gärtz     | NRD        | 12,93    |             |
| 8    | Zofia Bielczyk    | Polska     | 13,08    |             |